# مسعود معاضد
مسعود معاضد، ملقب و مشهور به معاضدالمُلک، از دولتمردان و رجال سیاسی ایران در دورهٔ معاصر، و یکی از دیپلمات‌های ایرانی در اواخر عصر قاجار و اوایل عهد پهلوی بود.
بعنوان نمونه وی، از فروردین ماه ۱۳۱۵ تا آذر ماه ۱۳۱۶ به مدت یک سال و اندی، سرکنسول کنسولگری ایران در ایالت (استان) هرات در افغانستان بود. همچنین میان سال‌های ۱۳۳۰ تا ۱۳۳۲ سفیر کبیر ایران در مصر بوده است که این دوره همزمان است با فروپاشی نظام پادشاهی در مصر.
وی سرانجام در سال ۱۳۴۸ خورشیدی در تهران درگذشت و در گورستان ظهیرالدوله این شهر به خاک سپرده شد.